# Frank Swift Bourns
Frank Swift Bourns (1866 - 1935) was een Amerikaanse dierkundige en arts. Hij was betrokken bij twee verschillende wetenschappelijke expedities naar de Filipijnen voor het verzamelen van zoölogisch specimens. Van 1887 tot 1888 deed hij, samen met Dean Conant Worcester, mee aan de expeditie die werd gesponsord door Joseph Beal Steere. Van 1890 tot 1892 gingen zij weer mee op expeditie, toen gesponsord door F. Menage en de Minnesota Academy of Natural Sciences. De beide projecten leverden duizenden specimens van vogels en zoogdieren waaronder nieuw ontdekte vogel- en zoogiersoorten zoals Borneose plompe lori (Nycticebus borneanus). Samen met Worcester beschreef hij 13 nieuwe vogelsoorten waaronder de tawitawidolksteekduif (Gallicolumba menagei) en de negrosjunglevliegenvanger (Vauriella albigularis).
Na de tweede expeditie verhuisde Bourns naar Ann Arbor (Michigan) waar hij zijn studie geneeskunde afmaakte en arts werd.
- International Standard Name Identifier: 0000 0000 4319 5013
- Library of Congress Control Number: no96047959
- Virtual International Authority File: 24195795
- WorldCat: E39PBJvCKJyk3Km6vPMMtvhPwC